# Campeonato de Primera División 1950 (Argentina)
El Campeonato de Primera División 1950 fue la vigésima temporada y el vigésimo segundo torneo de la era profesional de la Primera División de Argentina, y el único organizado por la Asociación del Fútbol Argentino en ese año. Comenzó el 2 de abril y finalizó el 10 de diciembre, con dos ruedas de todos contra todos. 
La disputa de este campeonato coincidió en fechas con la realización de la Copa Mundial de la FIFA de 1950 en Brasil, pero debido a que Argentina no participó en la cita mundialista, el presente torneo se siguió disputando con normalidad, sin interrupciones; incluso se jugaron partidos el mismo día que se produjo el Maracanazo, el 16 de julio.
El campeón fue el Racing Club, dirigido por Guillermo Stábile, que se consagró pese a perder 3–0 contra Banfield como visitante, en un encuentro correspondiente a la trigésimo segunda fecha, lográndolo con dos jornadas aún por disputarse. De esta manera, alcanzó su undécimo título y el bicampeonato en la era profesional, además de clasificar a la Copa Ibarguren 1950 contra la Liga Mendocina de Fútbol, campeona de la Copa Presidente de la Nación 1950.

## Ascensos y descensos
| Pos | Equipo ascendido |
| --- | ---------------- |
| 1º  | Quilmes          |

| Pos | Equipo descendido en la temporada 1949 |
| --- | -------------------------------------- |
| 18º | Lanús                                  |

## Equipos
| Equipo             | Ciudad       |
| ------------------ | ------------ |
| Atlanta            | Buenos Aires |
| Banfield           | Banfield     |
| Boca Juniors       | Buenos Aires |
| Chacarita Juniors  | Buenos Aires |
| Estudiantes        | La Plata     |
| Ferro Carril Oeste | Buenos Aires |
| Gimnasia y Esgrima | La Plata     |
| Huracán            | Buenos Aires |
| Independiente      | Avellaneda   |
| Newell's Old Boys  | Rosario      |
| Platense           | Buenos Aires |
| Quilmes            | Quilmes      |
| Racing Club        | Avellaneda   |
| River Plate        | Buenos Aires |
| Rosario Central    | Rosario      |
| San Lorenzo        | Buenos Aires |
| Tigre              | Victoria     |
| Vélez Sarsfield    | Buenos Aires |

### Distribución geográfica de los equipos
| Región                 | Cant. | Equipos |
| ---------------------- | ----- | --- |
| Ciudad de Buenos Aires | 9     | Atlanta, Boca Juniors, Chacarita Juniors, Ferro Carril Oeste, Huracán, Platense, River Plate, San Lorenzo y Vélez Sarsfield |
| Conurbano bonaerense   | 7     | Banfield, Independiente, Quilmes, Racing Club y Tigre                                                                       |
| Ciudad de La Plata     | 2     | Estudiantes Gimnasia y Esgrima                                                                                              |
| Ciudad de Rosario      | 2     | Newell's Old Boys y Rosario Central                                                                                         |

## Tabla de posiciones final
| Pos. | Equipo                  | Pts. | PJ | PG | PE | PP | GF | GC | Dif. |
| ---- | ----------------------- | ---- | -- | -- | -- | -- | -- | -- | ---- |
| 1.º  | Racing Club             | 47   | 34 | 23 | 1  | 10 | 86 | 48 | 38   |
| 2.º  | Boca Juniors            | 39   | 34 | 15 | 9  | 10 | 59 | 46 | 13   |
| 3.º  | Independiente           | 39   | 34 | 18 | 3  | 13 | 69 | 55 | 14   |
| 4.º  | River Plate             | 38   | 34 | 15 | 8  | 11 | 68 | 57 | 11   |
| 5.º  | San Lorenzo             | 37   | 34 | 15 | 7  | 12 | 77 | 60 | 17   |
| 6.º  | Estudiantes (LP)        | 36   | 34 | 14 | 8  | 12 | 57 | 61 | −4   |
| 7.º  | Banfield                | 35   | 34 | 12 | 11 | 11 | 60 | 51 | 9    |
| 8.º  | Chacarita Juniors       | 34   | 34 | 13 | 8  | 13 | 54 | 54 | 0    |
| 9.º  | Platense                | 34   | 34 | 11 | 12 | 11 | 66 | 74 | −8   |
| 10.º | Newell's Old Boys       | 33   | 34 | 14 | 5  | 15 | 47 | 58 | −11  |
| 11.º | Vélez Sarsfield         | 34   | 35 | 15 | 4  | 16 | 58 | 53 | 5    |
| 12.º | Gimnasia y Esgrima (LP) | 32   | 34 | 11 | 10 | 13 | 59 | 56 | 3    |
| 13.º | Ferro Carril Oeste      | 32   | 34 | 10 | 12 | 12 | 53 | 60 | −7   |
| 14.º | Atlanta                 | 31   | 34 | 12 | 7  | 15 | 58 | 73 | −15  |
| 15.º | Huracán                 | 29   | 34 | 12 | 5  | 17 | 57 | 65 | −8   |
| 16.º | Quilmes                 | 29   | 34 | 12 | 5  | 17 | 54 | 65 | −11  |
| 17.º | Tigre                   | 29   | 34 | 10 | 9  | 15 | 51 | 79 | −28  |
| 18.º | Rosario Central         | 25   | 34 | 9  | 7  | 18 | 52 | 70 | −18  |

|  | Campeón.                            |
|  | Descendieron a la segunda división. |

## Desempate del segundo puesto
| Partido desempate | Partido desempate | Partido desempate | Partido desempate | Partido desempate | Partido desempate |
| Equipo 1 | Resultado         | Equipo 2          | Estadio           | Fecha             |                   |
| --- | ----------------- | ----------------- | ----------------- | ----------------- | ----------------- |
| Boca Juniors | 2 - 3             | Independiente     | Monumental        | 3 de diciembre    |                   |
| Independiente | 2 - 3             | Boca Juniors      | El Cilindro       | 8 de diciembre    |                   |
| Boca Juniors | 3 - 3             | Independiente     | El Cilindro       | 10 de diciembre   |                   |
| Boca Juniors se quedó con el segundo puesto por mejor gol average (1.24 contra 1.22), en la tabla acumulada del año (campeonato más desempates). |                   |                   |                   |                   |                   |

## Desempate por el descenso
| Partido desempate | Partido desempate | Partido desempate | Partido desempate | Partido desempate | Partido desempate |
| Equipo 1          | Resultado         | Equipo 2          | Estadio           | Fecha             |                   |
| ----------------- | ----------------- | ----------------- | ----------------- | ----------------- | ----------------- |
| Tigre             | 1 - 3             | Huracán           | Doble Visera      | 3 de diciembre    |                   |
| Huracán           | 5 - 1             | Tigre             | Monumental        | 10 de diciembre   |                   |

## Descensos y ascensos
Rosario Central y Tigre descendieron a Primera B. Con el solo ascenso de Lanús para el Campeonato de Primera División 1951, la cantidad de equipos disminuyó a 17.

## Goleadores
| Jugador              | Jugador        | Goles | Equipo        |
| -------------------- | -------------- | ----- | ------------- |
| Bandera de Argentina | Mario Papa     | 24    | San Lorenzo   |
| Bandera de Argentina | Carlos Lacasia | 23    | Independiente |
| Bandera de Argentina | Alfredo Runzer | 23    | Atlanta       |
| Bandera de Uruguay   | Walter Gómez   | 22    | River Plate   |
| Bandera de Argentina | Ángel Labruna  | 20    | River Plate   |